# Stramalj

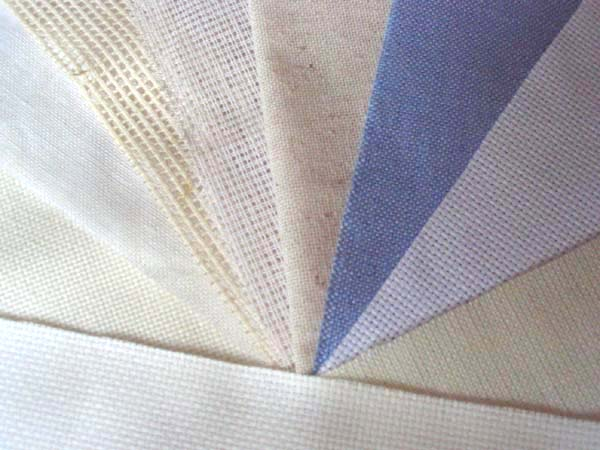
Olika typer av stramaljerade tyger.

Stramalj är ett genombrutet tyg som används till bottenväv för en del broderier. För broderier ges tyget dessutom en appretur, det vill säga en behandling som gör tyget styvt.
Stramalj är egentligen namnet på en hel grupp med vävar som alla bildar hål i väven till exempel aidaväv (tyg att brodera på). Myggtjäll anses också ingå i denna grupp.
Vävtekniken för stramalj utgår från tuskaftens grunder, liksom både myggtjäll, droppdräll och språngdräll, vilka alla resulterar i en väv med glesare partier (genombruten), där glesheten varierar med vilken kvalitet man vill åstadkomma.
Stramaljen kännetecknas av att flotteringar förekommer samtidigt i varp- och inslagsled.
Berlinerbroderiet som uppkom i början på 1800-talet var stramaljtyger med broderimönster påritat.
|  |  |